# Варди, Джейми
Дже́йми Ри́чард Ва́рди (англ. Jamie Richard Vardy; род. 11 января 1987, Шеффилд) — английский футболист, нападающий. Бывший игрок сборной Англии. После перехода в «Лестер» Варди смог зарекомендовать себя как один из лучших английских нападающих своего времени. В составе «Лестера» он впервые в истории клуба стал чемпионом Англии и обладателем Кубка страны, а также завоевал Суперкубок Англии, который «Лестеру» не удавалось выиграть на протяжении 50 лет.
Свою карьеру Варди начал в команде «Стоксбридж Парк Стилс», где он сначала выступал за молодёжный состав клуба, а в 2007 году был переведён в основную команду. Джейми провёл там три сезона, после чего перешёл в клуб Северной Премьер-лиги «Галифакс Таун». В составе этой команды он продемонстрировал высокую результативность, в связи с чем уже спустя год отправился в клуб Национальной лиги «Флитвуд Таун». За «Флитвуд» Варди продолжил забивать большое количество голов, и через сезон контракт Джейми выкупил «Лестер Сити». В сезоне 2013/14 в составе «Лестера» он стал победителем Чемпионшипа, а команда перешла в Премьер-лигу. В сезоне 2015/16 Варди выиграл с «Лестером» чемпионский титул и был признан лучшим игроком сезона в Премьер-лиге, а также футболистом года по версии АФЖ. В сезоне 2019/20 Варди в качестве лучшего бомбардира чемпионата получил «Золотую бутсу» Премьер-лиги, в сезоне 2020/21 завоевал с «Лестером» Кубок Англии, а в сезоне 2021/22 — Суперкубок Англии. Во время выступлений за «лис» Варди также получал другие престижные индивидуальные награды.
В июне 2015 года он дебютировал в составе национальной сборной Англии, принял участие на чемпионате Европы 2016 года и чемпионате мира 2018 года, где занял со своей командой четвёртое место. После завершения чемпионата мира, в августе 2018 года, объявил о завершении карьеры в сборной.

## Ранние годы
Джейми Варди родился 11 января 1987 года в английском городе Шеффилд. Его отец был крановщиком, а мать работала адвокатом. У Джейми есть младшая сестра. Футбол стал привлекать Варди с детства. С ранних лет Джейми вместе со своим отцом начал ходить на матчи местного клуба «Шеффилд Уэнсдей», ему тогда было около пяти лет. Варди стал болельщиком этой команды, в дальнейшем он часто посещал домашние игры этого клуба на стадионе «Хиллсборо». Кумиром Джейми был футболист Дэвид Херст, который выступал за «Шеффилд Уэнсдей» в тот период. С самого детства Джейми стал проводить много времени и с футбольным мячом. В семье не было избытка средств, однако родители старались обеспечивать своих детей необходимыми вещами. Всё свободное время молодой Варди старался отдавать футболу, из-за этого он не любил ходить на уроки в школу. Единственным предметом, обучение которому приносило Джейми удовольствие, была математика. Ему было интересно принимать участие и в других спортивных дисциплинах. Он представлял свою школу в соревнованиях по бегу, а также прыжках в высоту, несмотря на невысокий рост. В средней школе Джейми определился, что хочет стать профессиональным футболистом.
Ещё за пару лет до этого он стал ходить в Досуговый центр Хиллсборо, где брал уроки игры в футбол для детей. Затем Варди попал в команду под названием «Йорк Каунти». С первых матчей Варди стал играть в нападении, он был быстрым и ловким, благодаря чему забивал большое количество голов. В возрасте десяти лет Варди перебрался из «Йорк Каунти» в «Шеффилд Рейнждерс», детскую команду «Шеффилд Уэнсдей». В школе Джейми предлагали другие пути развития, помимо футбольной карьеры. По стипендии для детей из бедных семей он попал в Шеффилдский университет, проучился там неделю, однако в итоге всё равно решил строить футбольную карьеру. Несмотря на его рвение, тренеры «Уэнсдей» спустя некоторое время его выступлений в молодёжном составе решили, что у Джейми нет перспектив в большом футболе из-за маленького роста, они считали, что Варди не сможет справиться с большими физическими нагрузками. После этого он вернулся в «Йорк Каунти» и провёл за эту команду несколько матчей. В дальнейшем Варди стал выступать в молодёжном составе клуба «Уикерсли». В одной из игр «Уикерсли» встречался с клубом «Стоксбридж Парк Стилс», Джейми смог показать себя в том матче с лучшей стороны. Тренер «Стоксбриджа» приметил молодого англичанина и пригласил его присоединиться к клубу. Варди не хотел уходить из «Уикерсли», так как присоединился к команде совсем недавно, но в конце концов тренер «Стоксбриджа» убедил его сменить клуб.

## Клубная карьера

### «Стоксбридж Парк Стилс»
«Стоксбридж» выступал в восьмом дивизионе Англии, поэтому после перехода в этот клуб Варди понял, что мечта о профессиональной футбольной карьере, скорее всего, не исполнится. По собственному признанию, он просто хотел играть в футбол и получать от него удовольствие. Несмотря на низкие позиции «Стилс» в английском футболе, у этого клуба была молодёжная команда, в составе которой и стал играть Джейми в первое время. Он показывал высокую результативность, к концу второго сезона Варди начали привлекать к играм второго состава, параллельно с этим он продолжал играть и в молодёжной команде. К тому моменту Варди смог прибавить в росте, однако всё равно оставался довольно низким. Для нормальной жизни Джейми приходилось совмещать футбол с другой работой. Он начал работать барменом. Во время работы в баре его пригласили сыграть за местный любительский клуб — «Анвил», который выступал в шеффилдской воскресной лиге. На тот момент у Варди не было контракта со «Стоксбриджем», из-за чего он мог играть где угодно, причём у него самого было огромное желание проводить как можно больше игр. Однако его не успели внести в заявку команды на матч, так как это можно было сделать только за день до игры, в связи с чем Варди в своей первой игре выступил под чужим именем: как Гленн Мэрис. Он показал хорошую игру и привлёк к себе внимание, в дальнейшем Джейми продолжил регулярно играть и за «Анвил», и за «Стоксбридж».

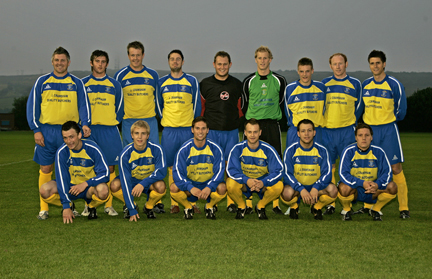
Джейми Варди (третий справа в верхнем ряду) в составе «Стоксбридж Парк Стилс», 2007 год

Однако Варди всё ещё не питал серьёзных надежд на футбольную карьеру. По приглашению одного из посетителей бара Джейми устроился работать на него столяром, но ему эта работа не пришлась по душе. Не проработав столяром и полугода, в феврале 2007 года Варди устроился работать на фабрику в Шеффилде. Там он проработал около четырёх с половиной лет. Вскоре после того, как Джейми устроился на фабрику, у него появилась возможность проявить себя в основном составе «Стоксбриджа». В команде сменился тренер, который был готов дать Варди шанс. Его перевели в основной состав, он начал получать зарплату за игры — около 30 фунтов в неделю за время проведения чемпионата. По прошествии первого сезона в основной команде Варди смог полноценно закрепиться в ней.
Во время выступления Джейми за «Стоксбридж» он был осуждён условно за драку возле бара, однако суд выписал ему разрешение на участие в играх и тренировках. Несмотря на это, он не мог играть в выездных матчах, которые проводились на дальнем расстоянии от Шеффилда. В некоторых подобных играх его заменяли ещё до конца игры, чтобы он успел вернуться домой и отметиться. На протяжении выступлений Варди за «Стоксбридж» матчи этой команды посещало множество скаутов других клубов, однако подписать Джейми никто не решался. В январе 2009 года он прошёл недельный просмотр в клубе «Кру Александра», который на тот момент выступал в английской Лиге 1, однако тренер команды Гудьон Тордарсон решил не покупать Джейми. Впоследствии он проходил просмотр и в «Ротерем Юнайтед» из Лиги 2, этот клуб выразил заинтересованность в подписании Варди до конца сезона за 2000 фунтов, однако «Стоксбридж» не был удовлетворён этим предложением, покидать команду не хотел и сам Джейми, так как в случае перехода ему пришлось бы уйти с работы на фабрике. В то время Варди не отличался хорошей дисциплиной в том числе и на футбольном поле, он также не следил за режимом, питался вредной едой и часто употреблял алкоголь. Считалось, что это отталкивало потенциальные клубы-покупатели от него. В своём последнем сезоне за «Стилс» Варди пропустил множество матчей из-за травм из дисквалификаций, однако ему всё равно удалось забить 19 голов. Джейми в то время часто получал красные карточки, так как его стиль игры был достаточно агрессивным: несмотря на свой невысокий рост он часто вступал в борьбу с игроками противника. После увольнения главного тренера, который дал шанс Джейми закрепиться в составе, результаты команды ухудшились. Вскоре после ухода тренера Варди попросил о своём трансфере, и зимой 2010 года его контракт выкупил «Галифакс Таун», к которому он должен был присоединиться по окончании сезона.

### «Галифакс» и «Флитвуд Таун»
В составе «Галифакса» Варди продолжил забивать много голов, благодаря чему руководство клуба убедилось в том, что на продаже игрока клуб сможет выручить большую прибыль. Джейми вместе со своей командой смог выиграть Северную Премьер-лигу и пройти в следующий дивизион. После результативного сезона к Варди начали проявлять интерес многие клубы, однако «Галифакс» не хотел продавать одного из ведущих игроков команды. Руководство клуба запросило у интересующихся команд 150 тысяч фунтов, что было очень высокой ценой за игрока из полупрофессионального дивизиона. Руководство «Хаддерсфилд Таун», одного из заинтересованных клубов, было готово предложить только 30 тысяч. В тот период у Джейми появился агент, а также именно тогда он принял решение оставить свою работу на фабрике и полностью посвятить себя футболу. Единственным клубом, который удовлетворил требования «Галифакса», стал «Флитвуд Таун», руководство которого имело амбициозные планы пробиться в профессиональные лиги. После перехода в состав «Флитвуда» в августе 2011 года Варди впервые в жизни стал тренироваться каждый день, в тот момент он, по собственному признанию, впервые почувствовал себя полноценным футболистом. Свой первый матч за новую команду Варди провёл уже спустя день после перехода — он вышел в стартовом составе на игру с «Йорк Сити». В той встрече Джейми не удалось забить гол, однако он был признан лучшим игроком матча. Ему удалось закрепиться в составе «Флитвуда». Варди смог выйти на новый уровень, на этом сказались и постоянные тренировки, и более высокий класс игроков в команде, и собственная уверенность, благодаря всему этому он часто забивал голы. Результативность Джейми продолжала привлекать скаутов многих команд, в том числе из высших профессиональных лиг. В конце января 2012 года за игрока предложили миллион фунтов два клуба: «Лестер Сити» и «Саутгемптон». Джейми очень хотел перейти в команду более высокого уровня, в связи с чем даже был намерен пропустить выпадавший на даты окончания трансферного окна матч c «Форест Грин Роверс», чтобы быстрее завершить переход. Однако владелец «Флитвуда» отказался продавать Джейми, так как он пришёл в команду всего пять месяцев назад и был одним из ключевых игроков команды. Несмотря на сорвавшийся трансфер, Варди продолжил забивать множество голов во второй части сезона. По окончании того сезона «Флитвуд» смог одержать победу в Национальной лиге и выйти в Лигу 2, а Джейми стал лучшим бомбардиром турнира, на его счету был 31 гол.

### «Лестер Сити»

#### 2012—2016
В 2012 году клуб Чемпионшипа «Лестер Сити» приобрёл Джейми Варди за на тот момент рекордную для игрока из низших дивизионов Англии сумму — миллион фунтов. Эту же сумму за него в тот момент были готовы заплатить ещё два клуба из той же лиги: «Питерборо Юнайтед» и «Кардифф Сити», однако сам Джейми в итоге выбрал «Лестер». 14 августа 2012 года он дебютировал в составе нового клуба, это произошло в матче первого раунда Кубка Футбольной лиги против «Торки Юнайтед», тогда же ему удалось забить и свой первый гол за «Лестер». Спустя 11 дней после этого Варди забил свой первый мяч в Чемпионшипе — он поразил ворота «Блэкберн Роверс», однако это не спасло «лис» от поражения — 1:2. В течение первых месяцев своего пребывания в клубе Варди не всегда выходил в основном составе, однако к концу сентября он в общей сложности смог провести девять матчей, в которых забил четыре гола. После этого у игрока начался неудачный период. Он был связан с травмой, полученной в матче против «Кристал Пэлас» 27 октября, тогда Варди получил удар в голень от Янника Боласи, из-за чего у Джейми диагностировали ушиб. Варди постепенно восстанавливался от полученного повреждения, он смог вновь выйти на поле лишь спустя три недели, а первый гол после возвращения Джейми забил только 8 декабря. Тот мяч стал последним для Варди в сезоне 2012/13. В связи с неудачным началом в «Лестере» у Варди началась депрессия, он часто пил алкоголь со своими друзьями и таким образом пытался уйти от проблем, страдал и режим футболиста. К тому же зимой 2013 года в клуб пришли два новых нападающих: Гарри Кейн и Крис Вуд, в связи с чем Варди стал стабильно оставаться на скамейке запасных. В тот период страдали и результаты команды: вторая часть сезона выдалась для «Лестера» неудачной, клуб потерял позиции на вершине таблицы и в итоге так и не попал в Премьер-лигу.

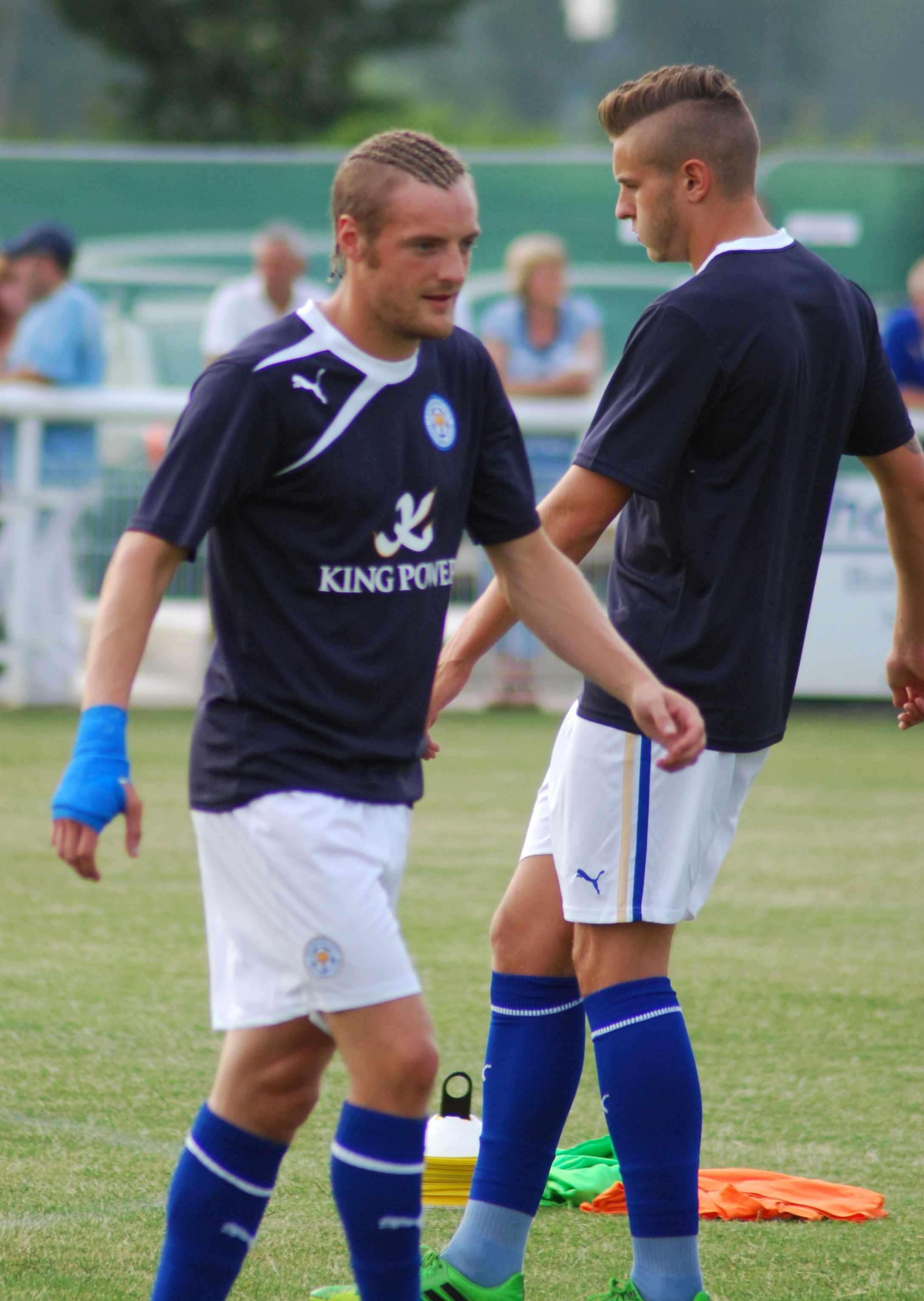
Варди в составе «Лестер Сити» в 2013 году

Летом 2013 года Варди дополнительно тренировался во время отпуска, что помогло ему восстановить хорошую форму к началу нового сезона. Главный тренер команды Найджел Пирсон заметил рвение игрока и поставил его в стартовый состав «Лестера» уже на первый матч нового сезона 2013/14. В той игре Джейми удалось забить гол, благодаря чему «лисы» смогли одержать победу над «Мидлсбро» (2:1). «Лестер» с самого начала нового розыгрыша Чемпионшипа начал показывать убедительные результаты, а Варди смог оправиться от личных проблем, он стал более профессионально относиться к футболу. В конце сезона «Лестер» смог одержать победу в Чемпионшипе и впервые за десять лет вернуться в высшую лигу. Джейми Варди был признан лучшим игроком в составе «Лестера» в том сезоне по версии игроков команды. Из-за проблем с бедром Варди пропустил первые матчи в сезоне 2014/15 в английской Премьер-лиге. Он дебютировал в высшем английском дивизионе 31 августа 2014 года в матче против «Арсенала». По ходу того сезона он продлил свой контракт с «Лестером» до 2018 года, он стал зарабатывать 30 тысяч фунтов в неделю. Свой первый гол в Премьер-лиге Джейми забил 21 сентября в матче с «Манчестер Юнайтед», в той игре он отдал и несколько голевых передач, благодаря чему «Лестер» смог победить «красных дьяволов» 5:3, отыгравшись со счёта 1:3. Тот матч сам Варди в дальнейшем называл одной из важнейших игр в своей карьере. Благодаря своему выступлению он почувствовал, что сможет показывать хорошую игру и на уровне Премьер-лиги. Однако «Лестеру» не удалось продолжить удачные выступления после матча с «Юнайтед» — за следующие 13 игр команда не смогла выиграть ни одного поединка и в итоге оказалась в конце турнирной таблицы, а сам Варди смог забить свой следующий гол только через шесть месяцев. Ближе к концу сезона «Лестеру» удалось провести серию удачных игр, благодаря которым команда смогла покинуть зону вылета и в итоге остаться в Премьер-лиге. Варди же в тот период отличался довольно высокими голевыми показателями: за последние восемь матчей он забил три гола и отдал четыре голевые передачи, хотя в целом на протяжении того сезона он не отличался результативностью.
Перед началом сезона 2015/16 в команде сменился тренер — вместо уволенного Пирсона был назначен Клаудио Раньери. Новый тренер не стал вносить больших изменений в команду. «Лестеру» удалось удачно начать этот сезон, команда после первых матчей закрепилась в верхней части таблицы, а Варди регулярно забивал мячи. В начале ноября он сделал дубль в ворота «Уотфорда», тот матч стал девятым подряд, в котором Варди удавалось забить как минимум один гол. Он стал первым игроком, забившим в девяти матчах Премьер-лиги подряд за один сезон, до Варди такого же результата достигал только Руд ван Нистелрой, однако его серия пришлась на два сезона. В октябре 2015 года Варди был признан лучшим игроком месяца в английской Премьер-лиге, он стал первым игроком «Лестера» с 2000 года, который был удостоен данной награды. Тогда её получил вратарь Тим Флауэрс. 28 ноября в матче с «Манчестер Юнайтед» Варди забил в своей 11-й игре подряд и побил результат ван Нистелроя в 10 матчей, тем самым Джейми установил новый рекорд Премьер-лиги. Результативная серия Варди завершилась 5 декабря, когда ему не удалось забить в матче против «Суонси Сити», однако «Лестер» всё равно победил — 3:0. Рекорд Джейми был внесён в Книгу рекордов Гиннесса. В дальнейшем он во второй раз подряд был признан лучшим игроком месяца в английской Премьер-лиге, Варди стал лишь пятым игроком, которому удалось дважды подряд получить эту награду. C января 2015 по январь 2016 года трансферная стоимость Варди по оценкам CIES Football Observatory выросла с 2,1 миллиона фунтов стерлингов до 18,8 миллионов. В феврале он продлил свой контракт с «Лестером» до 2019 года, его зарплата увеличилась до 80 тысяч фунтов в неделю. 10 апреля 2016 года в матче против «Сандерленда» Варди забил два мяча, тем самым доведя счёт своих голов в этом сезоне до 21. Джейми Варди стал первым игроком «Лестера» после Гари Линекера, которому удалось забить 20 голов в высшем дивизионе Англии, Линекер подобного результата достиг в сезоне 1984/85. Благодаря дублю Варди в том матче «лисам» удалось впервые в истории команды закрепить за собой место в Лиге чемпионов УЕФА.

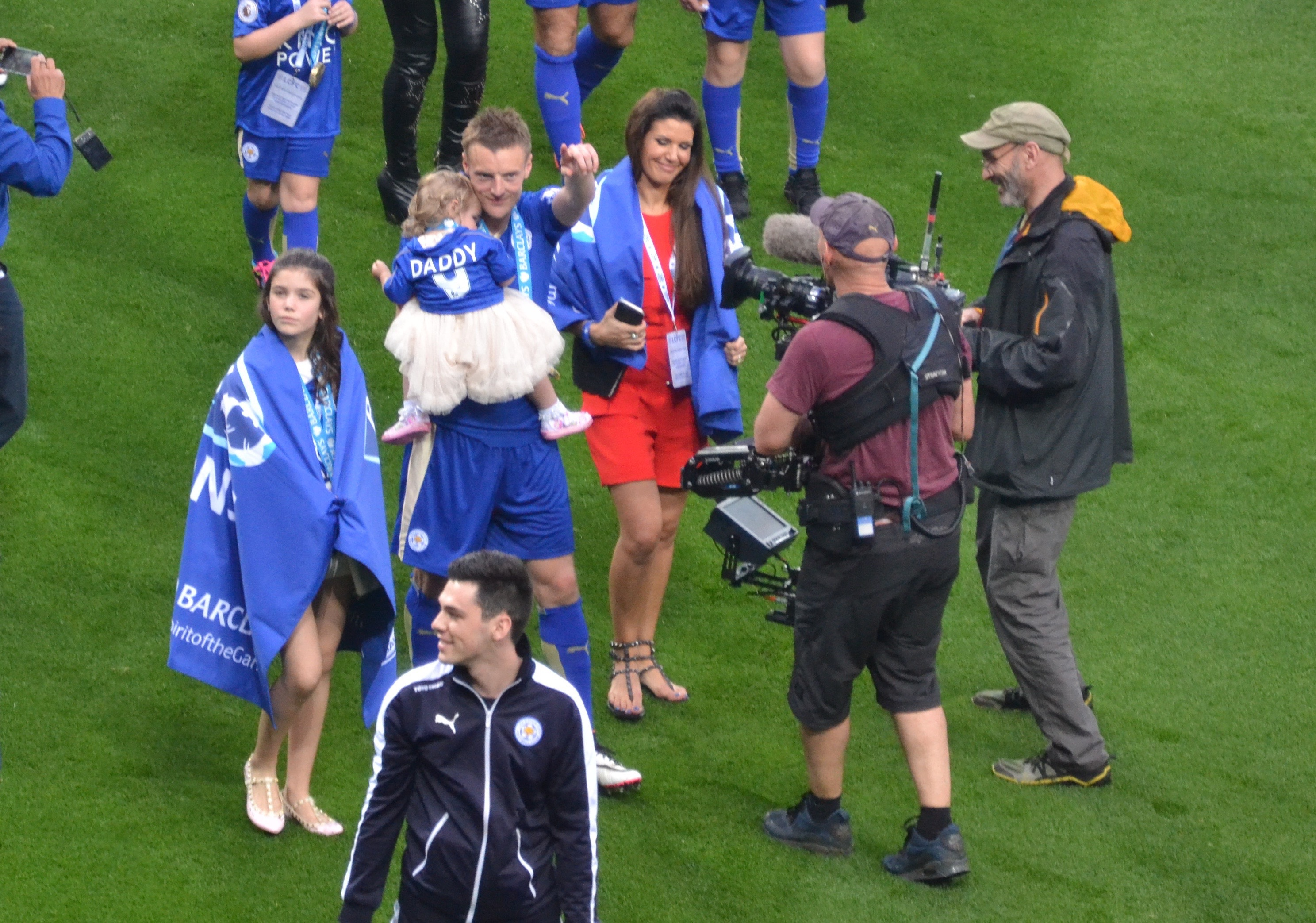
Варди вместе со своей семьёй празднует победу в Премьер-лиге

Спустя неделю после той игры Варди вновь забил гол, на этот раз — в ворота «Вест Хэм Юнайтед», по ходу этого матча он был также удалён. Впоследствии Футбольная ассоциация Англии обвинила его в ненадлежащем поведении после своего удаления, из-за чего Варди был в итоге оштрафован на 10 тысяч фунтов, а также дисквалифицирован на два матча. Несмотря на отсутствие основного нападающего в двух матчах концовки сезона, «Лестер» не растерял преимущество по очкам и в итоге выиграл Премьер-лигу. Всего за сезон 2015/16 Варди забил 24 гола в английской лиге и наряду с Серхио Агуэро стал вторым в списке лучших бомбардиров этого турнира, обогнать Варди смог лишь Гарри Кейн, который забил на один мяч больше и получил «Золотую бутсу» Премьер-лиги. Джейми Варди стал одним из четырёх игроков «Лестера», которые были включены в символическую команду года по версии ПФА, в дальнейшем он был назван лучшим футболистом года по версии АФЖ и лучшим игроком сезона в Премьер-лиге. Также Варди занял восьмое место в итоговом голосовании на награду «Золотой мяч», которая вручается лучшему игроку года.

#### 2016—2019
Летом 2016 года лондонский «Арсенал» сделал предложение о покупке Варди у «Лестера», однако сам футболист решил отклонить его и остаться в своей команде. Вскоре после этого он подписал с «лисами» новый контракт. 7 августа Варди вышел в составе своей команды на матч Суперкубка Англии против «Манчестер Юнайтед», ему удалось забить в той встрече гол, однако он не спас «Лестер» от поражения со счётом 1:2, из-за чего трофей достался «красным дьяволам». 14 сентября Джейми провёл свой первый матч в Лиге чемпионов, поединок с бельгийским «Брюгге» закончился победой «Лестера» 3:0. К декабрю 2016 года Варди не удалось забить ни одного мяча в течение десяти матчей подряд, однако в первые пять минут игры против «Манчестер Сити» 10 декабря он смог прервать эту неудачную серию. В итоге он забил ещё два гола в том матче и тем самым впервые сделал хет-трик на профессиональном уровне. Голы Джейми помогли «Лестеру» одержать победу со счётом 4:2, которая стала для «лис» первой за пять матчей. Через неделю после этого он был удалён в первой половине игры со «Сток Сити» из-за опасной игры против Маме Бирама Диуфа. 22 февраля 2017 года Варди забил свой первый гол в Лиге чемпионов, это произошло в игре с «Севильей» на стадии 1/8 финала. В том розыгрыше данного еврокубка «Лестеру» удалось дойти до четвертьфинала, где, несмотря на гол Джейми в ответном матче, сильнее оказался «Атлетико Мадрид», который одержал победу 2:1 по сумме двух встреч. В целом для «Лестера» сезон 2016/17 сложился не лучшим образом: команда не обладала большим запасом игроков для выступления во всех турнирах, в том числе и Лиге чемпионов, из-за чего итоговые результаты оказались отрицательными. Для Варди тот сезон тоже сложился не самым удачным образом, он стал меньше забивать, из-за чего общественность начала называть его «игроком одного сезона».

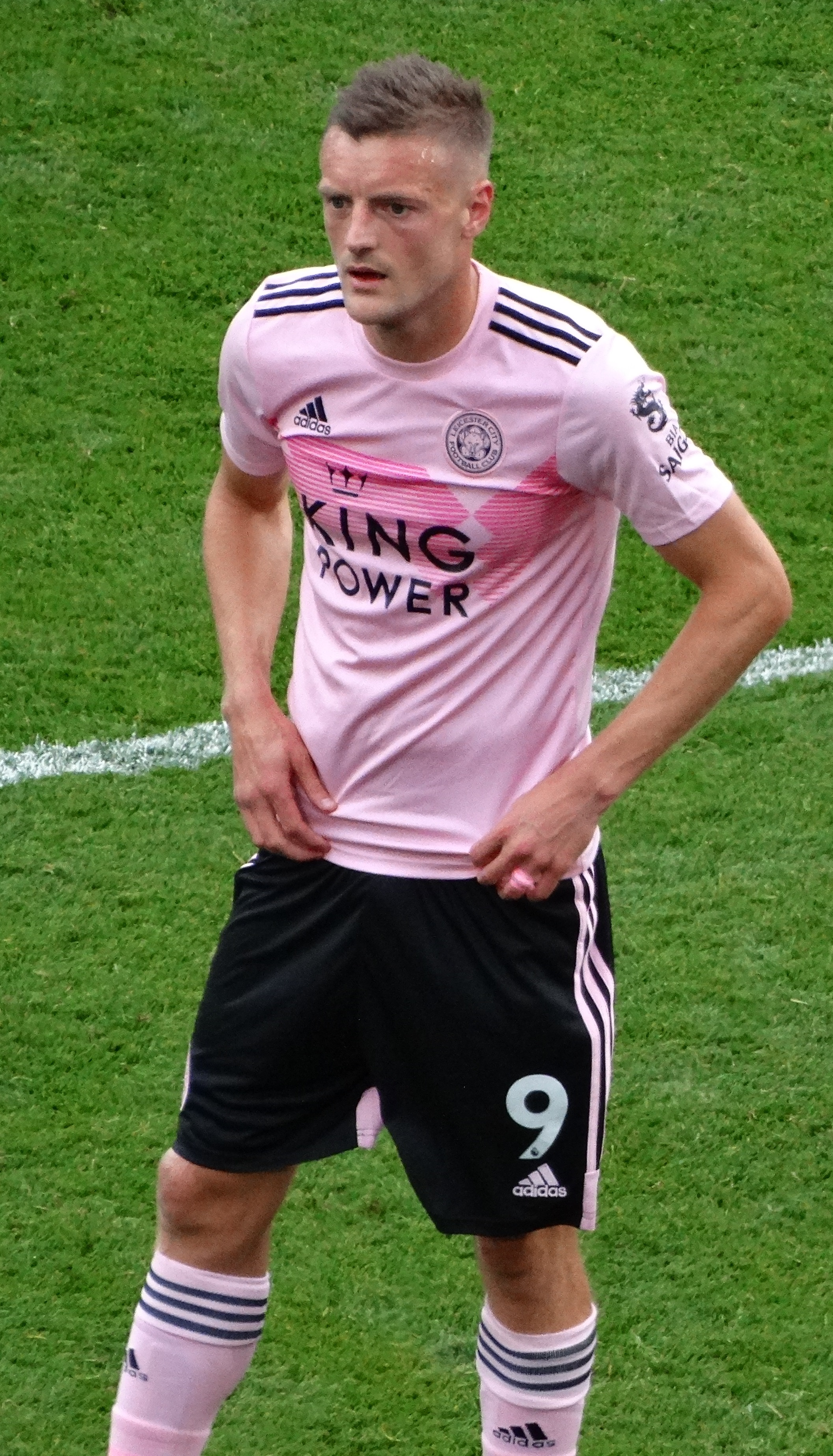
Джейми Варди в августе 2019 года

Уже в первом матче нового сезона 2017/18 Варди смог отличиться двумя забитыми голами — он поразил ворота «Арсенала», однако это не спасло «Лестер» от поражения 3:4. По ходу того сезона Варди провёл свой 200-й матч в составе «Лестера», а также забил 50-й гол в Премьер-лиге. В последней игре английской лиги против «Тоттенхэм Хотспур» Джейми сделал дубль, благодаря чему достиг отметки в 20 мячей в Премьер-лиге за один сезон. Он добился этого результата во второй раз за три последних года. «Лестер» же занял только девятое место в таблице Премьер-лиги. Гол Варди в ворота «Вест Бромвич Альбион» был выбран лучшим по версии Би-би-си в том сезоне. 9 августа 2018 года, незадолго до начала сезона 2018/19, Варди подписал новый четырёхлетний контракт с «Лестером». В период с февраля по апрель 2019 года Варди отличился высокой результативностью, он смог забить десять голов в 11 играх. 9 марта 2019 года ему удалось забить свой 100-й гол за «Лестер», это случилось благодаря дублю в ворота «Фулхэма». Своими голами Джейми помог «лисам» одержать в том матче победу (3:1). 28 апреля Варди вновь забил два гола, на этот раз он смог отличиться в матче против «Арсенала» (3:0). Тот дубль позволил Варди достичь отметки в 100 забитых мячей за «Лестер» в рамках футбольных лиг. Он был признан лучшим игроком месяца в Премьер-лиге в апреле 2019 года. Сезон 2018/19 «Лестер» вновь завершил на девятом месте в таблице лиги.

#### 2019—2025
Сезон 2019/20 сложился для Варди более успешно. 25 октября 2019 года он сделал хет-трик в матче против «Саутгемптона», итоговый счёт той встречи — 9:0. Хет-трик Варди помог «Лестеру» победить с самым крупным счётом в истории Премьер-лиги в игре на выезде. После назначения Брендана Роджерса на должность главного тренера «Лестера» в прошлом сезоне Варди стал демонстрировать более эффективную игру. За свои выступления в октябре 2019 года Варди был вновь признан лучшим игроком месяца в Премьер-лиге. В течение того сезона Джейми активно забивал мячи, к декабрю он был среди лидеров по забитым голам в европейских лигах. В том же декабре он был близок к повторению своего же рекорда сезона 2015/16 по самой длинной серии забитых мячей (11), однако этого сделать ему не удалось. 4 июля 2020 года в матче с «Кристал Пэлас» Варди сделал дубль, первый из его мячей стал 100-м для Джейми в Премьер-лиге. Он стал первым игроком «Лестера», которому удалось перейти порог в 100 голов в этом турнире, а также 29-м во всей истории лиги. Из этих 29 игроков только Иан Райт сыграл свой первый матч в Премьер-лиге в более позднем возрасте, чем Варди (Райту на момент дебюта было 28 лет и 286 дней, а Варди — 27 лет и 232 дня). Всего за тот сезон Джейми Варди забил 23 гола, что позволило ему впервые в карьере стать лучшим бомбардиром Премьер-лиги и выиграть «Золотую бутсу» этого турнира. Варди смог на один гол опередить нападающих Дэнни Ингза и Пьера-Эмерика Обамеянга. На момент получения этой награды Джейми было 33 года, он обошёл предыдущего рекордсмена Дидье Дрогба и стал старейшим игроком в истории Премьер-лиги, который становился лучшим бомбардиром данного турнира. Варди в том сезоне был признан лучшим игроком года в «Лестере» и по версии игроков команды, и по версии болельщиков.
Перед началом сезона 2020/21 Варди продлил свой контракт с «Лестером» до 2023 года. 25 октября 2020 года он забил гол в матче против «Арсенала», благодаря которому «лисы» смогли одержать минимальную победу и, тем самым, обыграть «Арсенал» на выезде впервые с сентября 1973 года. 3 апреля 2021 года в матче с «Манчестер Сити» Варди провёл свой 300-й матч в лигах за «Лестер». С момента своего дебюта в августе 2012 года ему удалось забить 135 голов в этих играх, ни один игрок «лис» не смог добиться лучшего результата за это время. 15 мая 2021 года Варди вышел в стартовом составе на финал Кубка Англии 2021 года, в котором «Лестер» победил «Челси» со счётом 1:0, тем самым клуб впервые в своей истории стал обладателем Кубка. Сыграв в финале, Варди стал первым игроком в истории, который участвовал во всех раундах этого турнира, включая предварительные этапы.
В разгар борьбы «Лестер Сити» за то, чтобы избежать выбывания в сезоне 2022/23 из АПЛ, Варди подчеркнул, что избежать вылета — это высшее достижение в его карьере. Тем не менее, «Лестер Сити» занял 18-е место в турнирной таблице и выбыл в Чемпионшип. 29 апреля 2024 года Варди забил два мяча в выездном матче против «Престона» (3:0), а «Лестер Сити» стал победителем Чемпионшипа 2023/24 и вернулся в Премьер-лигу. 7 июня 2024 года Варди объявил, что подписал с клубом новый контракт сроком на один год. 19 августа 2024 года в первом матче «Лестера» после возвращения в Премьер-лигу Варди сравнял счёт в матче против «Тоттенхэм Хотспур» и помог своей команде сыграть вничью 1:1. После того, как «Лестер Сити» вновь выбыл из Премьер-лиги после домашнего поражения от «Ливерпуля» со счётом 0:1, Варди назвал сезон 2024/25 «полным позором» и искренне извинился перед болельщиками. 24 апреля 2025 года Варди объявил о уходе из «Лестер Сити» по окончании сезона 2024/25. Варди был последним игроком, который оставался в «Лестере» после победы в чемпионате Англии в 2016 году.

## Карьера в сборной
Свой первый вызов в национальную команду Джейми получил 21 мая 2015 года на матчи со сборными Ирландии и Словении. Английская сборная в тот момент испытывала проблемы с нападающими в своём составе — из-за травм или проблем с физической подготовкой были недоступны три игрока атаки: Дэниел Старридж, Дэнни Уэлбек и Рики Ламберт, в связи с чем главный тренер Рой Ходжсон и вызвал Варди в сборную. В матче с ирландцами он оказался на скамейке запасных, однако по ходу матча заменил Уэйна Руни, то выступление стало дебютным для Варди в составе национальной команды. В игре со Словенией Джейми вновь попал на скамейку запасных, однако на поле в этот раз он не вышел. Свой первый гол за сборную Варди забил 26 марта 2016 года в товарищеском матче против сборной Германии, после передачи Натаниэла Клайна ему удалось пяткой перенаправить мяч в ворота Мануэля Нойера и сравнять счёт. 16 июня того же года Джейми впервые вышел в составе своей сборной на международном турнире — он появился на поле во втором матче группового этапа Евро-2016 против Уэльса, выйдя со скамейки запасных по ходу матча. После выхода на поле ему удалось сравнять счёт, в итоге английской сборной удалось одержать победу 2:1. Во время турнира в СМИ появлялась информация о возникшем конфликте между Варди и Уэйном Руни, однако эта информация была опровергнута тренером команды Ходжсоном. Сборная Англии смогла выйти из своей группы, а на стадии 1/8 финала уступила сборной Исландии. В дальнейшем Джейми Варди был включён в состав своей сборной и на чемпионат мира 2018 года. Во время турнира он выходил на поле в основном со скамейки запасных. В стартовом составе Варди впервые вышел только в третьем и последнем матче группового этапа против Бельгии. В итоге Англия заняла четвёртое место на том турнире. После окончания чемпионата мира, 28 августа 2018 года Варди объявил о завершении карьеры в сборной Англии, однако при этом уточнил, что вернётся в сборную, если в этом появится необходимость из-за большого количества травмированных игроков в команде.

## Стиль игры
Джейми Варди считается эффективным нападающим, который реализует большинство своих голевых моментов, тем самым внося существенный вклад в итоговые результаты своей команды. В последние годы Варди не принимает серьёзного участия в построении игры своей команды, он не так часто касается мяча во время игры, в основном концентрируясь на основной работе нападающего — успешной реализации моментов. Бывший игрок сборной Англии Иан Райт отмечал высокую реализацию Варди, а также его быстроту принятия решений. Также он заявил, что одной из главных причин успешной игры Варди является свобода, которую ему предоставляют на поле тренеры, что позволяет футболисту играть инстинктивно. Характерной чертой игры Джейми является высокая скорость, а также давление на защитников противоположной команды. Сильной стороной Варди является и его высокая выносливость. Обычно он играет в качестве центрального нападающего, однако в течение карьеры он выступал и на других позициях, в основном в качестве левого вингера. В СМИ отмечается высокая работоспособность Варди, а также то, что он может создать голевой момент и для партнёров по команде.

## Личная жизнь

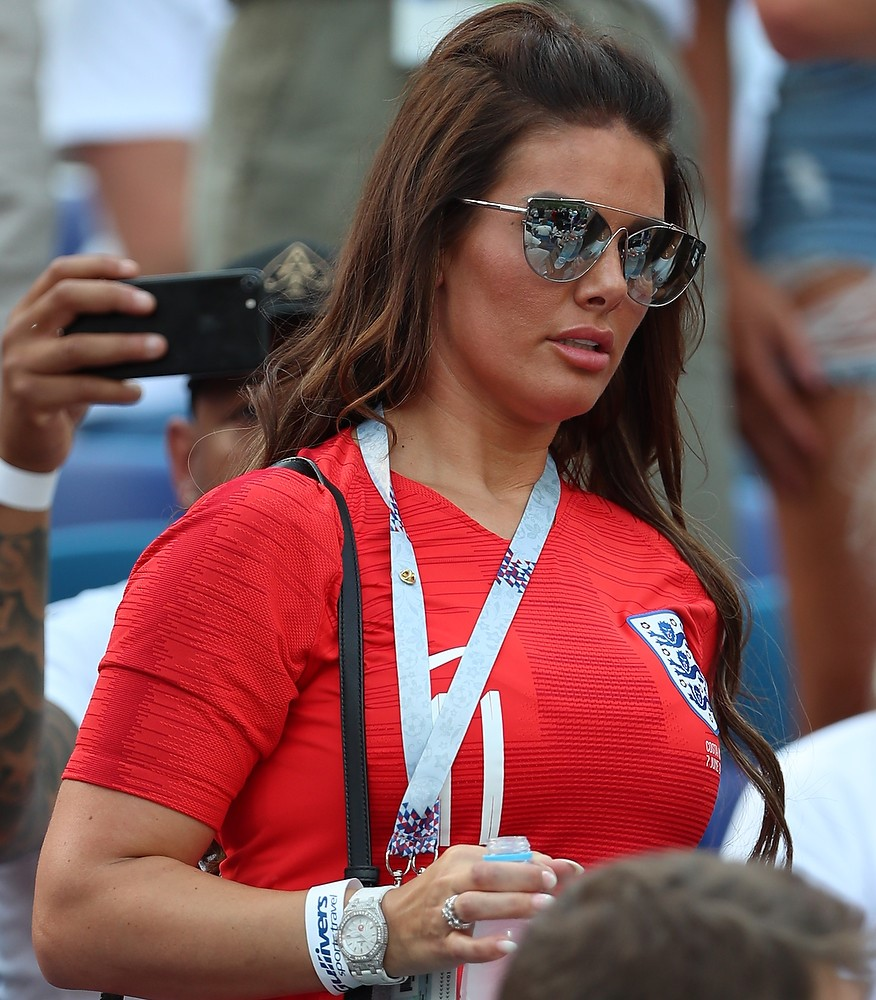
Ребекка, жена Джейми, болеет за сборную Англии на ЧМ-2018

Джейми Варди познакомился со своей будущей женой Ребеккой Николсон в 2014 году, когда она работала в ночном клубе. 25 мая 2016 года состоялась их свадьба. Им пришлось перенести дату свадьбы с 4 июня на более ранний срок, так как Варди не рассчитывал, что его вызовут в сборную на Евро-2016. У него четверо детей, трое от его жены и один от предыдущих отношений. Также Джейми усыновил двоих детей своей жены, которые появились во время её предыдущего брака.
В ноябре 2015 года Варди открыл собственную футбольную академию для игроков из любительских клубов, целью этого учреждения является обучение футболистов, а также предоставление им возможности продемонстрировать свои таланты перед скаутами из профессиональных клубов. В декабре 2015 года компания Walkers выпустила ограниченную серию чипсов со вкусом «Vardy Salted», это было сделано в честь высокой результативности футболиста в тот период. В 2016 году в СМИ возникали сообщения о разработке фильма про Джейми Варди, однако в итоге он так и не был выпущен.
На ранних этапах своей карьеры Варди вёл неспортивный образ жизни, употреблял много алкоголя, несмотря на проводимые футбольные матчи. Он проводил много времени в пабах с юности. В первое время после перехода в «Лестер» он продолжил вести себя подобным образом, часто приходил на тренировки в нетрезвом состоянии. Из-за употребления футболистом алкоголя в тот период он в течение некоторого времени не мог восстановиться от полученной травмы. В дальнейшем Варди бросил пить и стал более серьёзно относиться к тренировкам и к жизни в целом. Однако сам Варди в 2016 году рассказывал, что всё равно не ведёт привычный для спортсменов образ жизни, он не занимается физическими упражнениями в тренажёрном зале и не соблюдает строгую диету.
В 2007 году Варди был осуждён за нападение на человека возле бара, из-за чего ему пришлось в течение шести месяцев соблюдать частичный домашний арест и передвигаться с электронным браслетом на ноге. В августе 2015 года издание The Sun опубликовало видео, на котором Варди в казино назвал мужчину азиатской внешности словом «jap» (приблизительный перевод на русский — «япошка»). Футболист был обвинён в расизме, позже он извинился за своё высказывание и был оштрафован «Лестером».

## Статистика выступлений

### Клубная статистика
| Выступление      | Выступление              | Выступление      | Лига | Лига | Кубок Англии | Кубок Англии | Кубок лиги | Кубок лиги | Еврокубки | Еврокубки | Прочие | Прочие | Итого | Итого |
| Клуб             | Лига                     | Сезон            | Игры | Голы | Игры         | Голы         | Игры       | Голы       | Игры      | Голы      | Игры   | Голы   | Игры  | Голы  |
| ---------------- | ------------------------ | ---------------- | ---- | ---- | ------------ | ------------ | ---------- | ---------- | --------- | --------- | ------ | ------ | ----- | ----- |
| Галифакс Таун    | Северная Премьер-лига    | 2010/11          | 33   | 23   | 3            | 1            | —          | —          | —         | —         | 1      | 1      | 37    | 25    |
| Галифакс Таун    | Северная Конференция     | 2011/12          | 4    | 3    | —            | —            | —          | —          | —         | —         | —      | —      | 4     | 3     |
| Галифакс Таун    | Итого                    | Итого            | 37   | 26   | 3            | 1            | —          | —          | —         | —         | 1      | 1      | 41    | 28    |
| Флитвуд Таун     | Национальная конференция | 2011/12          | 36   | 31   | 6            | 3            | —          | —          | —         | —         | 0      | 0      | 42    | 34    |
| Флитвуд Таун     | Итого                    | Итого            | 36   | 31   | 6            | 3            | —          | —          | —         | —         | 0      | 0      | 42    | 34    |
| Лестер Сити      | Чемпионшип               | 2012/13          | 26   | 4    | 2            | 0            | 1          | 1          | —         | —         | 0      | 0      | 29    | 5     |
| Лестер Сити      | Чемпионшип               | 2013/14          | 37   | 16   | 1            | 0            | 3          | 0          | —         | —         | —      | —      | 41    | 16    |
| Лестер Сити      | Премьер-лига             | 2014/15          | 34   | 5    | 2            | 0            | 0          | 0          | —         | —         | —      | —      | 36    | 5     |
| Лестер Сити      | Премьер-лига             | 2015/16          | 36   | 24   | 1            | 0            | 1          | 0          | —         | —         | —      | —      | 38    | 24    |
| Лестер Сити      | Премьер-лига             | 2016/17          | 35   | 13   | 2            | 0            | 1          | 0          | 9         | 2         | 1      | 1      | 48    | 16    |
| Лестер Сити      | Премьер-лига             | 2017/18          | 37   | 20   | 3            | 2            | 2          | 1          | —         | —         | —      | —      | 42    | 23    |
| Лестер Сити      | Премьер-лига             | 2018/19          | 34   | 18   | 0            | 0            | 2          | 0          | —         | —         | —      | —      | 36    | 18    |
| Лестер Сити      | Премьер-лига             | 2019/20          | 35   | 23   | 1            | 0            | 4          | 0          | —         | —         | —      | —      | 40    | 23    |
| Лестер Сити      | Премьер-лига             | 2020/21          | 34   | 15   | 4            | 0            | 0          | 0          | 4         | 2         | —      | —      | 42    | 17    |
| Лестер Сити      | Премьер-лига             | 2021/22          | 25   | 15   | 1            | 2            | 0          | 0          | 6         | 0         | 1      | 0      | 33    | 17    |
| Лестер Сити      | Премьер-лига             | 2022/23          | 37   | 3    | 2            | 0            | 3          | 3          | 0         | 0         | 0      | 0      | 42    | 6     |
| Лестер Сити      | Чемпионшип               | 2023/24          | 35   | 18   | 1            | 1            | 1          | 1          | —         | —         | 0      | 0      | 37    | 20    |
| Лестер Сити      | Премьер-лига             | 2024/25          | 35   | 9    | 1            | 1            | 0          | 0          | 0         | 0         | 0      | 0      | 36    | 10    |
| Лестер Сити      | Итого                    | Итого            | 440  | 183  | 21           | 6            | 18         | 6          | 19        | 4         | 2      | 1      | 500   | 200   |
| Всего за карьеру | Всего за карьеру         | Всего за карьеру | 513  | 240  | 30           | 10           | 18         | 6          | 19        | 4         | 3      | 2      | 583   | 262   |

### Выступления за сборную
| Сборная | Год   | Отборочные матчи ЧМ | Отборочные матчи ЧМ | Финальные матчи ЧМ | Финальные матчи ЧМ | Отборочные матчи ЧЕ | Отборочные матчи ЧЕ | Финальные матчи ЧЕ | Финальные матчи ЧЕ | Товарищеские матчи | Товарищеские матчи | Итого | Итого |
| Сборная | Год   | Игры                | Голы                | Игры               | Голы               | Игры                | Голы                | Игры               | Голы               | Игры               | Голы               | Игры  | Голы  |
| ------- | ----- | ------------------- | ------------------- | ------------------ | ------------------ | ------------------- | ------------------- | ------------------ | ------------------ | ------------------ | ------------------ | ----- | ----- |
| Англия  | 2015  | −                   | −                   | −                  | −                  | 3                   | 0                   | −                  | −                  | 1                  | 0                  | 4     | 0     |
| Англия  | 2016  | 2                   | 0                   | −                  | −                  | −                   | −                   | 3                  | 1                  | 5                  | 4                  | 10    | 5     |
| Англия  | 2017  | 2                   | 1                   | −                  | −                  | −                   | −                   | −                  | −                  | 3                  | 0                  | 5     | 1     |
| Англия  | 2018  | −                   | −                   | 4                  | 0                  | −                   | −                   | −                  | −                  | 3                  | 1                  | 7     | 1     |
| Итого   | Итого | 4                   | 1                   | 4                  | 0                  | 3                   | 0                   | 3                  | 1                  | 12                 | 5                  | 26    | 7     |

### Список матчей за сборную
| Матчи Джейми Варди за национальную сборную Англии | Матчи Джейми Варди за национальную сборную Англии | Матчи Джейми Варди за национальную сборную Англии | Матчи Джейми Варди за национальную сборную Англии | Матчи Джейми Варди за национальную сборную Англии | Матчи Джейми Варди за национальную сборную Англии | Матчи Джейми Варди за национальную сборную Англии |
| №                                                 | Дата                                              | Место проведения                                  | Соперник                                          | Счёт                                              | Голы                                              | Соревнование                                      |
| ------------------------------------------------- | ------------------------------------------------- | ------------------------------------------------- | ------------------------------------------------- | ------------------------------------------------- | ------------------------------------------------- | ------------------------------------------------- |
| 1                                                 | 7 июня 2015                                       | Дублин, Ирландия                                  | Ирландия                                          | 0:0                                               | —                                                 | Товарищеский матч                                 |
| 2                                                 | 5 сентября 2015                                   | Серравалле, Сан-Марино                            | Сан-Марино                                        | 6:0                                               | —                                                 | Отборочные матчи ЧЕ-2016                          |
| 3                                                 | 9 октября 2015                                    | Лондон, Англия                                    | Эстония                                           | 2:0                                               | —                                                 | Отборочные матчи ЧЕ-2016                          |
| 4                                                 | 12 октября 2015                                   | Вильнюс, Литва                                    | Литва                                             | 3:0                                               | —                                                 | Отборочные матчи ЧЕ-2016                          |
| 5                                                 | 26 марта 2016                                     | Берлин, Германия                                  | Германия                                          | 3:2                                               | 74′                                               | Товарищеский матч                                 |
| 6                                                 | 29 марта 2016                                     | Лондон, Англия                                    | Нидерланды                                        | 1:2                                               | 41′                                               | Товарищеский матч                                 |
| 7                                                 | 22 мая 2016                                       | Манчестер, Англия                                 | Турция                                            | 2:1                                               | 83′                                               | Товарищеский матч                                 |
| 8                                                 | 2 июня 2016                                       | Лондон, Англия                                    | Португалия                                        | 1:0                                               | —                                                 | Товарищеский матч                                 |
| 9                                                 | 16 июня 2016                                      | Ланс, Франция                                     | Уэльс                                             | 2:1                                               | 56′                                               | ЧЕ-2016. Групповой этап                           |
| 10                                                | 20 июня 2016                                      | Сент-Этьен, Франция                               | Словакия                                          | 0:0                                               | —                                                 | ЧЕ-2016. Групповой этап                           |
| 11                                                | 27 июня 2016                                      | Ницца, Франция                                    | Исландия                                          | 1:2                                               | —                                                 | ЧЕ-2016. 1/8 финала                               |
| 12                                                | 8 октября 2016                                    | Лондон, Англия                                    | Мальта                                            | 2:0                                               | —                                                 | Отборочные матчи ЧМ-2018                          |
| 13                                                | 11 ноября 2016                                    | Лондон, Англия                                    | Шотландия                                         | 3:0                                               | —                                                 | Отборочные матчи ЧМ-2018                          |
| 14                                                | 15 ноября 2016                                    | Лондон, Англия                                    | Испания                                           | 2:2                                               | 48′                                               | Товарищеский матч                                 |
| 15                                                | 22 марта 2017                                     | Дортмунд, Германия                                | Германия                                          | 0:1                                               | —                                                 | Товарищеский матч                                 |
| 16                                                | 26 марта 2017                                     | Лондон, Англия                                    | Литва                                             | 2:0                                               | 66′                                               | Отборочные матчи ЧМ-2018                          |
| 17                                                | 1 сентября 2017                                   | Аттард, Мальта                                    | Мальта                                            | 4:0                                               | —                                                 | Отборочные матчи ЧМ-2018                          |
| 18                                                | 10 ноября 2017                                    | Лондон, Англия                                    | Германия                                          | 0:0                                               | —                                                 | Товарищеский матч                                 |
| 19                                                | 14 ноября 2017                                    | Лондон, Англия                                    | Бразилия                                          | 0:0                                               | —                                                 | Товарищеский матч                                 |
| 20                                                | 23 марта 2018                                     | Амстердам, Нидерланды                             | Нидерланды                                        | 1:0                                               | —                                                 | Товарищеский матч                                 |
| 21                                                | 27 марта 2018                                     | Лондон, Англия                                    | Италия                                            | 1:1                                               | 26′                                               | Товарищеский матч                                 |
| 22                                                | 7 июня 2018                                       | Лидс, Англия                                      | Коста-Рика                                        | 2:0                                               | —                                                 | Товарищеский матч                                 |
| 23                                                | 24 июня 2018                                      | Нижний Новгород, Россия                           | Панама                                            | 6:1                                               | —                                                 | ЧМ-2018. Групповой этап                           |
| 24                                                | 28 июня 2018                                      | Калининград, Россия                               | Бельгия                                           | 0:1                                               | —                                                 | ЧМ-2018. Групповой этап                           |
| 25                                                | 3 июля 2018                                       | Москва, Россия                                    | Колумбия                                          | 1:1 (пен. 4:3)                                    | —                                                 | ЧМ-2018. 1/8 финала                               |
| 26                                                | 11 июля 2018                                      | Москва, Россия                                    | Хорватия                                          | 1:2                                               | —                                                 | ЧМ-2018. 1/2 финала                               |

Итого: 26 матчей / 7 голов; 14 побед, 7 ничьих, 5 поражений.

## Достижения

### Командные
«Галифакс Таун»
- Победитель Северной Премьер-лиги: 2010/11[31]

«Флитвуд Таун»
- Победитель Национальной лиги: 2011/12[39]

«Лестер Сити»
- Чемпион Англии: 2015/16[89]
- Обладатель Кубка Англии: 2020/21[148]
- Обладатель Суперкубка Англии: 2021
- Победитель Чемпионшипа Английской футбольной лиги (2): 2013/14, 2023/24[48]

### Личные
- Игрок сезона английской Премьер-лиги: 2015/16[89]
- Футболист года в Англии по версии АФЖ: 2015/16[71]
- Игрок месяца английской Премьер-лиги (4): октябрь 2015, ноябрь 2015, апрель 2019, октябрь 2019[89]
- Обладатель «Золотой бутсы» английской Премьер-лиги: 2019/20[149]
- Автор лучшего гола сезона по версии Би-би-си: 2017/18[150]
- Автор лучшего гола месяца английской Премьер-лиги: март 2018[151]
- Лучший бомбардир Национальной лиги: 2011/12[40]
- Игрок года в «Лестер Сити» (2): 2019/20[97], 2024/25
- Игрок года в «Лестер Сити» по версии игроков (2): 2013/14[48], 2019/20[97]
- Входит в символическую команду года по версии ПФА (2): 2015/16[70], 2019/20[152]

### Рекорды
- Рекордсмен английской Премьер-лиги по количеству матчей подряд, в которых удалось выполнить результативное действие (забить гол или отдать ассист): 15 (наряду с Мохаммедом Салахом)[153]
- Рекордсмен английской Премьер-лиги по количеству матчей подряд, в которых удалось забить гол: 11[58]
- Самый возрастной лучший бомбардир сезона в истории английской Премьер-лиги[96]